# Pentaclethra
Pentaclethra é uma árvore de tamanho médio, que cresce de preferência em terrenos úmidos, na beira dos rios, ilhas baixas do Amazonas.Suas flores pequeninas formam um penacho branco muito gracioso. O seu fruto é uma vagem de 20-25 cm de comprimento, encurvada, de cor verde que muda em pardo escuro, quando madura, formada por duas faces cartilaginosas, quase lenhosas, fortemente deiscentes, que quando a semente é madura, se abrem com violência, projetando á distância as sementes. Se a árvore se encontra na beira do rio, as favas caem na água, e bóiam, sendo comidas por peixes e tartarugas; se caírem no chão, em terra firme, são procuradas por diversos animais selvagens para alimento.